# ハプログループP (mtDNA)
ハプログループP (mtDNA)はヒトのミトコンドリアDNAハプログループの一タイプである。ハプログループRの子系統である。

## 分布
オーストラリア先住民、パプア人、メラネシア人 、フィリピン（アエタで40%）でみられる。

## 下位系統

### 系統樹
Mannis van Oven and Manfred Kayser Updated comprehensive phylogenetic tree of global human mitochondrial DNA variation による。
- P
  - (16176)
    - P1
      - P1d
        - P1d1

    - P2'10
      - P2
      - P10

    - P8

  - P3
    - P3a
    - P3b
      - P3b1

  - P4
    - P4a
      - P4a1

    - P4b
      - P4b1

  - P5
  - P6
  - P7
  - P9